# Oslos historia

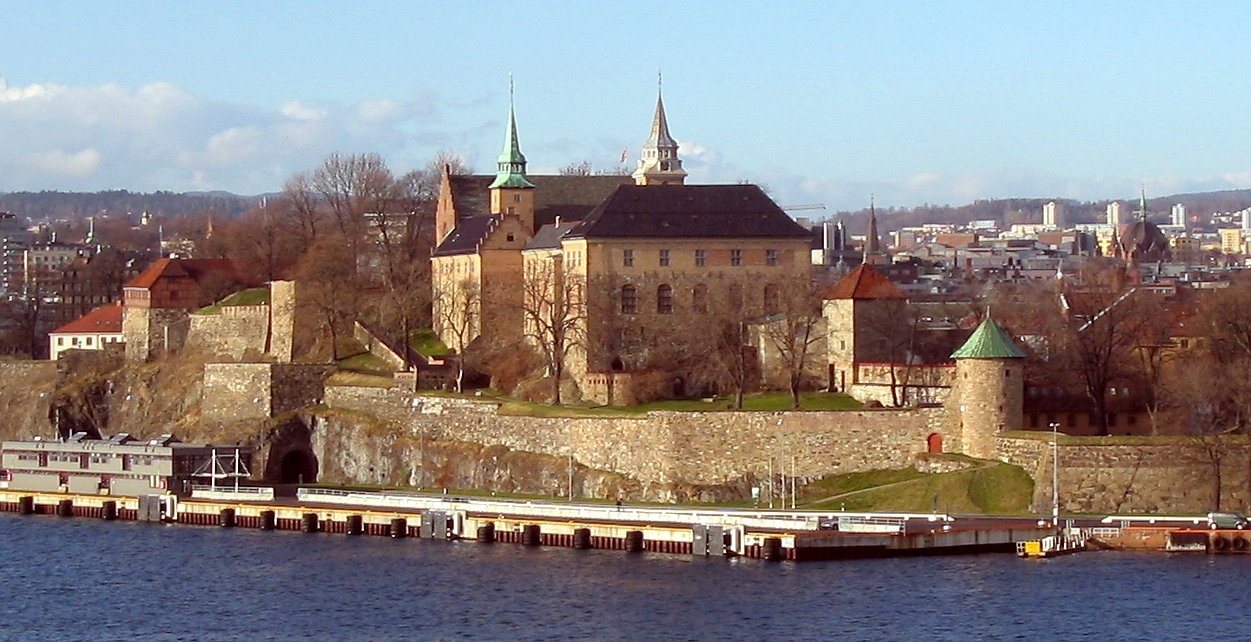
Akershus fästning påbörjades av Håkon Magnusson. Delar av de äldsta strukturerna är fortfarande synliga

Oslos historia daterar sig tillbaka till ungefär år 1000 vad gäller fast bosättning.

## Tidig historia
Huvudartikel: Oslo under medeltiden
Oslo blev enligt Snorres kungasaga grundat cirka år 1048 av kung Harald Hårdråde. I slutet av århundradet blev Oslo biskopssäte. Nyare arkeologiska utgrävningar har påvisat kristna gravar från före år 1000. Medeltidsstaden låg vid utloppet av floden Alna. Vad namnet Oslo kommer av är omstritt, men lo  i Oslo betyder i alla fall slätt eller äng. Eftersom man förr i tiden skrev 'Ásló' skulle Os betyda ås eller gud som i asatron. Därmed skulle Oslo kunna betyda ungefär slätten vid åsen eller gudarnas slätt.
Oslo blev Norges huvudstad omkring år 1300 under Håkon Magnussons tid som kung. Han anlade Akershus fästning och gjorde den till sitt residens. Osloborna drev framgångsrik handel, men blev efter hand utkonkurrerade av Hanseförbundet.

## Tidig modern tid
Reformationen slog också hårt mot biskops- och klosterstaden, vid mitten av 1500-talet hade Oslo endast omkring 1.500 innevånare. Vid mitten av 1500-talet hämtade sig osloköpmännen från Hansans dominans, och sjöfart och trävaruhandel byggdes ut. Timmer kördes om vintern över Oslofjorden till staden, och sågades vid de sågverk som växte upp vid Akerselva. Medeltidsstaden, som huvudsakligen bestod av trähus, låg mellan Alnaelva och Akerselva, brann ned 1567.
Efter en ny ödeläggande brand 1624 flyttades staden till motsatta sidan av Bjørvika i skuggan av Akershus fästning och byggdes av sten enligt krav från kung Kristian IV. Samtidigt döptes staden om till Christiania (från 1877 stavat Kristiania). Den byggdes upp efter en regelbunden stadsplan och omgavs med jordvallar, som i väster gick till nuvarande Övre Vollgate och i norr till Grensen. Bjørvika gick på denna tid in till Dronningens gate men har senare fyllts ut.
Utanför vallarna växte förstäder upp, först Pipersviken, vid viken med samma namn i väster och Vaterland norr om Bjørvika i öster. Efter en eldsvåda 1686 raserades vallarna. På 1600- och 1700-talen växte ett välmående köpmansstånd fram, som levde av handel med trävaror och sjöfart. Särskilt under slutet av 1700-talet var konjunkturerna goda. År 1769, vid den första folkräkningen, hade Oslo 7.500 innevånare, vartill kom 2,000-3.000 i förstäderna.

## Perioden med personalunion med Sverige

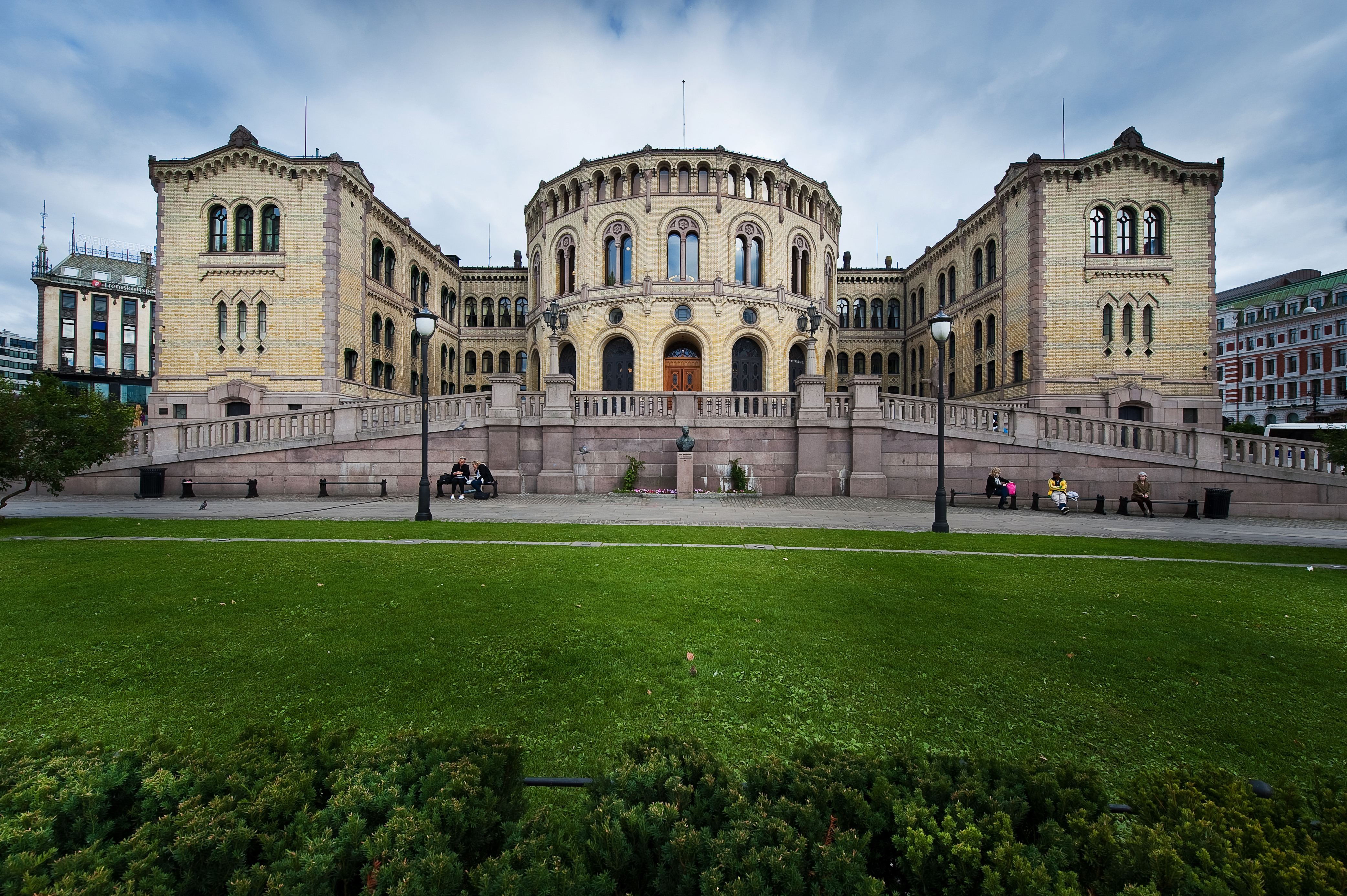
Stortinget

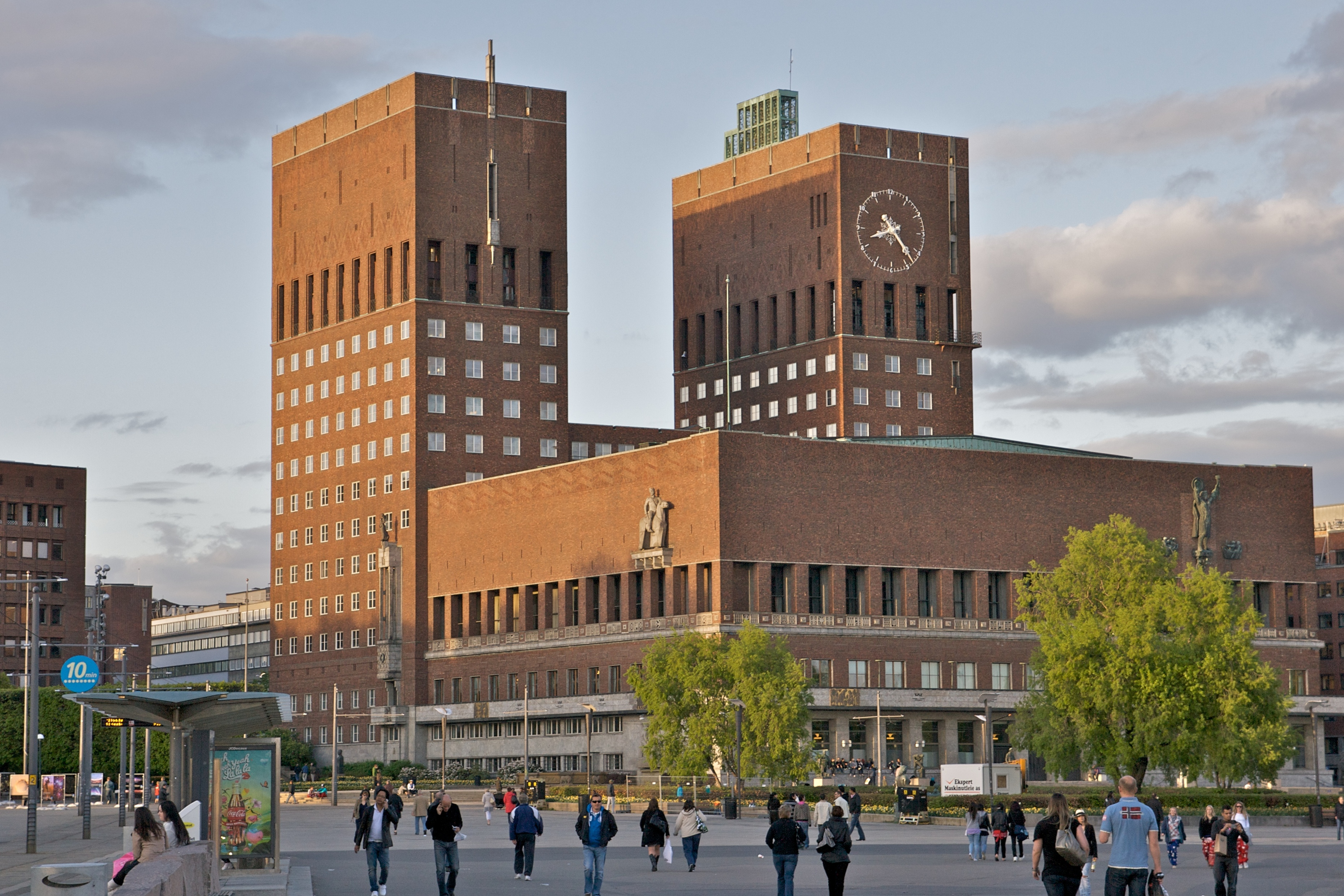
Oslo rådhus

Christiania blev åter huvudstad år 1814, då unionen med Danmark upplöstes och Norge i ställe inträdde i en union under samma kung som Sveriges. Staden hade då 11 000 innevånare, förstäderna inräknade. Först på 1830-talet gick Christiania om Bergen i innevånarantal. Från 1840-talet började en modern industri att växa fram med textilfabriker och mekaniska verkstäder. År 1854 öppnades Norges första järnväg mellan Christiania och Eidsvoll, och efter hand blev staden utgångspunkt för vägar, järnvägar och ångbåtslinjer och ökade snabbt i innevånarantal, från ungefär 42 000 invånare 1855 till 135 000 1885 och 225 000 invånare 1910. År 1861 för staden en brandkår som består av 35 man. Stadsgränsen utvidgades 1839, 1857 och 1878.
Oslo slott, Oslo universitet, Stortinget, Nationaltheatret och många andra officiella byggnader uppfördes från 1824 och framåt.
Genom århundradena har stadens centrum flyttat ytterligare västerut och kulminerade 1860—1950 med offentliga byggnader som Stortinget till Slottet längs med Karl Johans gates västra sida och med Rådhuset nere vid hamnen, byggt 1950.
Tillväxten fortsatte något långsammare under 1900-talet.` Många av de centrala stadsdelarna blev utbyggda i slutet av 1800-talet, när industrialismen fick folk att lämna landsbygden och ta sig till städerna. Stadsdelar som byggdes då är till exempel Grünerløkka  och Homansbyen. Mellan 1840 och 1900 tillkom den ekonomiska och sociala tvådelingen mellan östkant och västkant.
Stortinget beslutade 1924 att byta tillbaka till det ursprungliga namnet Oslo. Namnbytet skedde den 1 januari 1925.
Strax före andra världskriget talades det om att bygga ut orten, men kriget satte stopp för detta. Under efterkrigstiden ökade dock inflyttningen till Oslo, och under 1950- och 1960-talen åtgärdades trångboddheten genom att bygga satellitstäder.
Olympiska vinterspelen 1952 anordnades i Oslo.
Från 1970-talet och framåt har även inflyttning från andra länder ökat, vilket gett staden en mer internationell prägel.